# Aranarache / Aranaratxe
Aranarache / Aranaratxe (baskiska: Aranaratxe) är en kommun i Spanien.   Den ligger i provinsen Provincia de Navarra och regionen Navarra, i den norra delen av landet, 290 km norr om huvudstaden Madrid.